# Tauronethes lebedinskyi
Tauronethes lebedinskyi is een pissebed uit de familie Trichoniscidae. De wetenschappelijke naam van de soort is voor het eerst geldig gepubliceerd in 1949 door Borutzkii.